# Лилит
Лилит (хебр. לִילִית) месопотамски је женски демон ноћи. Она је првобитно била сумерски и вавилонски сукубус (демон који узима облик жене и са мушкарцима има полни однос док они спавају), који је касније стопљен са Ламасхту, демоном који убија мушку децу. Лилит је демонска фигура у јудаистичкој митологији, наводно исконски женски `демон и алтернативно прва Адамова жена. Претпоставља се да се она помиње на библијском хебрејском у Исаији 34:14, а потом у касној антици у мандејском гностицизму и јеврејским митолошким изворима од 500. године наовамо. Лилит се појављује у историоласу (инкантације које укључују кратку митску причу) у различитим концептима и локалитетима који је делимично описују. Она се помиње у Вавилонском Талмуду, у Књизи Адама и Еве као прва Адамова жена, а у зохарском Левитском закону 19а као „врела ватрена жена која је прво живела са човеком". У средњем веку се појављује идеја о Лилит као првој Адамовој жени. У мидрашу Алфабет Бен Сира (око 10. века) она је Адамова прва жена у рају, која је створена од прашине да би њему била равна. У Књизи о Постању 1:27 пише: „И створи Бог човека по обличју Својему, по обличју Божијем створи га; мушко и женско створи их“ (пре описа стварања Еве од Адамовог ребра у 2:22) Одавде неки изводе закључак да је Лилит створена у истом тренутку кад и Адам. Лилит је касније својевољно напустила Рајски врт (Еденски врт) одбијајући да се потчини Адаму и била је замењена Евом.
Оригинална хебрејска реч од које је преузето име Лилит налази се у библијском хебрејском, у Књизи Исаије, иако се сама Лилит не помиње ни у једном библијском тексту. У касној антици у мандејским и јеврејским изворима од 500. године надаље, Лилит се појављује у хисториолама (зачарањима која укључују кратку митску причу) у различитим концептима и локалитетима који дају њене делимичне описе. Она се помиње у Вавилонском Талмуду (Ерувин 100б, Нида 24б, Шабат 151б, Бава Батра 73а), у Сукобу Адама и Еве са Сатаном као Адамова прва жена, и у Зохару § Левитски законик 19а као „врела ватрена жена која је прво кохабитирала са човеком“. Многи рабински ауторитети, укључујући Мајмонида и Менахема Меирија, одбацују постојање Лилит.
Име Лилит потиче од lilû, lilîtu, и (w)ardat lilî. Акадска реч lilû повезана је са хебрејском речју lilit која се појављује у Исаији 34:14, за коју неки савремени научници сматрају да је ноћна птица, као што је Јудит М. Блер. У месопотамској религији, пронађеној у клинописним текстовима Сумера, Асирије и Вавилоније, lilîtu је дух или демон. Многи су је такође повезивали са месопотамским демоном Ламашту, који дели сличне особине и сличан положај у митологији као Лилит.
Лилит наставља да служи као изворни материјал у данашњој популарној култури, западној култури, књижевности, окултизму, фантазији и хорору.

## Историја
У делу јеврејског фолклора, као што је Сирахова азбука (око 700–1000 н.е.), Лилит се појављује као Адамова прва жена, која је створена у исто време и од исте глине као и Адам. Легенда о Лилит се у великој мери развила током средњег века, у традицији Агаде, Зохара и јеврејског мистицизма. На пример, у списима Исака бен Јакова ха-Коена из 13. века, Лилит је напустила Адама након што је одбила да му се потчини, а затим се није хтела вратити у Рајски врт након што се удружила са арханђелом Самаелом.
Тумачења Лилит која се налазе у каснијим јеврејским материјалима су обилна, али је остало мало информација које се односе на сумерске, асирске и вавилонске погледе на ову класу демона. Недавне студије оспориле су релевантност два извора која су раније коришћена за повезивање јеврејске lilith са акадском lilītu – Гилгамешов додатак и Арслан Ташових амулета (погледајте испод дискусију о ова два проблематична извора).
Насупрот томе, неки научници, као што је Ловел К. Ханди, сматрају да, иако Лилит потиче из месопотамске демонологије, докази да је хебрејска Лилит присутна у изворима који се често цитирају – два од који су сумерски Гилгамешов фрагмент и сумерска инкантација из Аршлан-Таша – су оскудна, ако је уопште и присутни.‍:174
У текстовима на хебрејском језику, термин lilith или lilit (преведено као „ноћна створења“, „ноћно чудовиште“, „ноћна вештица“ или „сова врискова“) први пут се појављује на списку животиња у Исаији 34. Лилитина референца на Исаију 34:14 се не појављује у најчешћим преводима Библије као што су KJV и NIV. Коментатори и тумачи често замишљају лик Лилит као опасног ноћног демона, који је сексуално раскалашен и који краде бебе у тами. Тренутно не постоји консензус научника, при чему се неки придржавају анималистичког тумачења, док како други тврде, 34:14 упућује на дословног демона или категорију демона који потпадају под спецификацију „лилит“. Историјски гледано, одређени истакнути јеврејски рабини у талмудским текстовима плашили су се сличних лилита, неки у толикој мери да су препоручивали мушкарцима да не спавају сами у кући, јер би свакога ко то учини „запленила Лилит“. Јеврејске инкантациone чиније и амајлије из Месопотамије од првог до осмог века идентификују Лилит као женског демона и пружају прве њене визуелне приказе. Поменутe амајлије су често били симболични папири за развод, који су одбијали дату лилит за коју се сматрало да опседа нечију кућу или породицу.